# Dermontti Dawson
Dermontti Farra Dawson (* 17. Juni 1965 in Lexington, Kentucky) ist ein ehemaliger US-amerikanischer American-Football-Spieler auf der Position des Centers. Er spielte von 1988 bis 2000 für die Pittsburgh Steelers in der National Football League (NFL).

## Collegezeit
Dawson verbrachte seine Collegezeit an der University of Kentucky. Ursprünglich bewarb er sich für ein Leichtathletikstipendium, da er bereits in der High School im Kugelstoßen und Diskuswurf erfolgreich war. Seine Betreuer überzeugten ihn jedoch ein Stipendium für das Football-Programm anzunehmen, in dem er von 1984 bis 1987 als Guard spielte. Für seine Leistungen wurde er in den Senior Bowl berufen.

## Profizeit
1988 wurde Dawson in der zweiten Runde der NFL Draft an 44. Stelle von den Pittsburgh Steelers ausgewählt. In seiner ersten Spielzeit wurde er wegen einer Verletzung nur in acht Spielen als Guard eingesetzt. Nachdem Mike Webster, der langjährige Center der Steelers, das Team verlassen hatte, übernahm Dawson ab 1989 für die nächsten zwölf Jahre die Position. Zwischen 1989 und 1999 lief er in  171 Spielen in Folge für das Team der Steelers auf. Zusammen mit Ray Mansfield, Mike Webster und Jeff Hartings war er von 1964 bis 2006 einer von nur vier Spielern, die für die Steelers auf der Position des Centers regelmäßig starteten. Nachdem er sowohl in der Saison 1999 als auch 2000 mit Verletzungen zu kämpfen hatte, entließen ihn die Steelers 2000 aus seinem Vertrag. Während dieser Zeit wurde er siebenmal in den Pro Bowl sowie sechsmal in das All Pro Team berufen und in das NFL 1990s All-Decade Team gewählt. Wegen seiner freundlichen Art, erhielt er von seinen Mitspielern den Spitznamen Ned Flanders. Nachdem er bereits mehrfach für die Wahl in die Pro Football Hall of Fame nominiert war, wurde er 2012 schließlich aufgenommen.

## Nach der Profikarriere
Dawson ist verheiratet und hat zwei Kinder. Er lebt in seiner Geburtsstadt Lexington und arbeitet als Projektentwickler in der Immobilienbranche. Am 2. Juli 2010 musste er Insolvenz anmelden, nachdem er durch Immobiliengeschäfte mehr als 69 Millionen US-Dollar Schulden angehäuft hatte.